# Tanja Bauer (Moderatorin)
Tanja Bauer (* 22. April 1969 in Wien) ist eine österreichische Sport-Fernsehmoderatorin.

## Karriere
Bauer begann ihre berufliche Tätigkeit 1996 beim ORF in der Sportredaktion. Zu Beginn gestaltete sie die TV-Beiträge, wurde dann Redakteurin und übernahm später die Moderation der ORF-Sportnachrichten. Außerdem moderierte sie Sendungen zum Ski-Weltcup. 2001 wechselte sie zum deutschen Pay-TV-Sender Premiere (heute Sky Deutschland). Sie moderierte die tägliche Studiosendung zu den Olympischen Winterspielen 2002 in Salt Lake City. Seither ist sie meist im Motorsportbereich eingesetzt und arbeitete bis Ende 2017 als Interviewerin und Moderatorin in der Formel 1 für Sky Deutschland. In dieser Männerdomäne ist sie die einzige Frau im deutschsprachigen Raum und wird weltweit als Formel-1-Interviewerin und Moderatorin eingesetzt. Für die Printmedien ist sie als Kolumnistin der Tageszeitung Österreich, Bild am Sonntag sowie des Auto-Life-Style Magazins Drehmoment tätig. Außerdem tritt sie auch bei Auto-Präsentationen, Gala-Nächten, Pressekonferenzen und anderen Veranstaltungen auf.